# デオキシグアノシン二リン酸
デオキシグアノシン二リン酸(Deoxyguanosine diphosphate)は、ヌクレオシド二リン酸である。一般的な核酸であるグアノシン三リン酸と関連があり、ヌクレオチドのペントースの2'炭素についた水酸基がなく、さらにGTPよりもリン酸基が1つ少ない。
2'-デオキシグアノシン二リン酸は、dGDPと略称される。